# Walter Catlett
Walter Leland Catlett (San Francisco, 4 febbraio 1889 – Los Angeles, 14 novembre 1960) è stato un attore statunitense.

## Biografia
Catlett divenne celebre quale attore caratterista in numerose commedie brillanti degli anni trenta e quaranta, tra le quali Parata di primavera (1940), La prima è stata Eva (1941) e Le conseguenze di un bacio (1943), tutte interpretate da Deanna Durbin.
Nel 1940 prestò la propria voce al personaggio della Volpe nel film d'animazione Pinocchio, prodotto da Walt Disney.
Morì per un ictus nel novembre 1960, all'età di 71 anni.

## Filmografia

### Cinema
- Summer Bachelors, regia di Allan Dwan (1926)
- Giorni felici (Happy Days), regia di Benjamin Stoloff (1929)
- Ragazze e giovanotti del 1890 (The Florodora Girl), regia di Harry Beaumont (1930)
- Caviglie d'oro (Her Golden Calf), regia di Millard Webb (1930)
- La donna di platino (Platinum Blonde), regia di Frank Capra (1931)
- Maker of Men, regia di Edward Sedgwick (1931)
- Labbra proibite (Rockabye), regia di George Cukor (1932)
- La donna proibita (Back Street), regia di John M. Stahl (1932)
- Pioggia (Rain), regia di Lewis Milestone (1932)
- La scomparsa di miss Drake (Okay America!), regia di Tay Garnett (1932)
- Solo una notte (Only Yesterday), regia di John M. Stahl (1933)
- Ogni sera alle otto (Every Night at Eight), regia di Raoul Walsh (1935)
- Gli amori di Susanna (The Affair of Susan), regia di Kurt Neumann (1935)
- Le due città (A Tale of Two Cities), regia di Jack Conway (1935)
- È arrivata la felicità (Mr. Deeds Goes to Town), regia di Frank Capra (1936)
- Quei cari parenti (Danger: Love at Work), regia di Otto Preminger (1937)
- L'amore è novità (Love Is News), regia di Tay Garnett (1937)
- Susanna (Bringing Up Baby), regia di Howard Hawks (1938)
- Parata di primavera (Spring Parade), regia di Henry Koster (1940)
- I tre moschettieri del Missouri (Bad Men of Missouri), regia di Ray Enright (1941)
- Quella notte con te (Unfinished Business), regia di Gregory La Cava (1941)
- Fulminati (Manpower), regia di Raoul Walsh (1941)
- La prima è stata Eva (It Started with Eve), regia di Henry Koster (1941)
- Il cavaliere della vendetta (Wild Bill Hickock Rides), regia di Ray Enright (1942)
- Follie di New York (My Gal Sal), regia di Irving Cummings (1942)
- Ribalta di gloria (Yankee Doodle Dandy), regia di Michael Curtiz (1942)
- Signorine, non guardate i marinai (Star Spangled Rhythm), regia di George Marshall (1942)
- Frutto acerbo (Between Us Girls), regia di Henry Koster (1942)
- West Side Kid, regia di George Sherman (1943)
- Ho salvato l'America (They Got Me Covered), regia di David Butler (1943)
- Le conseguenze di un bacio (His Butler's Sister), regia di Frank Borzage (1943)
- Caccia al fantasma (Ghost Catchers), regia di Edward F. Cline (1944)
- Così vinsi la guerra (Up in Arms), regia di Elliott Nugent (1944)
- Brivido d'amore (I'll Be Yours), regia di William A. Seiter (1947)
- Il ragazzo dai capelli verdi (The Boy with Green Hair), regia di Joseph Losey (1948)
- Ho incontrato l'amore (Dancing in the Dark), regia di Irving Reis (1949)
- L'ispettore generale (The Inspector General), regia di Henry Koster (1949)
- È arrivato lo sposo (Here Comes the Groom), regia di Frank Capra (1951)
- La legge del Signore (Friendly Persuasion), regia di William Wyler (1956)
- Giacomo il bello (Beau James), regia di Melville Shavelson (1957)

### Televisione
- Gianni e Pinotto (The Abbott and Costello Show) – serie TV, episodio 2x25 (1954)
- Climax! – serie TV, episodio 2x01 (1955)

### Doppiatore
- Pinocchio, regia di Ben Sharpsteen, Norm Ferguson, Bill Roberts, Hamilton Luske, Jack Kinney, Wilfred Jackson e T. Hee (1940)

## Doppiatori italiani
Nelle versioni in italiano dei suoi lavori, Walter Catlett è stato doppiato da:
- Bruno Persa in Susanna! (ridoppiaggio 1978)
- Carlo Romano ne La legge del Signore

Da doppiatore è stato sostituito da:
- Mario Gallina in Pinocchio

## Spettacoli teatrali
- Ziegfeld Follies of 1917, regia di Ned Wayburn (New Amsterdam Theatre, 12 giugno 1917)
- Sally (Broadway, 21 dicembre 1920)